# Plumularia tenuissima
Plumularia tenuissima is een hydroïdpoliep uit de familie Plumulariidae. De poliep komt uit het geslacht Plumularia. Plumularia tenuissima werd in 1930 voor het eerst wetenschappelijk beschreven door Totton. 